# نوردال غريغ
نوردال غريغ (بالنرويجية: Nordahl Grieg)‏ هو كاتب وفنان وكاتب مسرحي وصحفي وشاعر نرويجي، ولد في 1 نوفمبر 1902 في برغن في النرويج، وتوفي في 2 ديسمبر 1943 في كلاينماخنوف ‏ في ألمانيا بسبب قتل في المعركة.

## وصلات خارجية
- نوردال غريغ على موقع IMDb (الإنجليزية)
- نوردال غريغ على موقع الموسوعة البريطانية (الإنجليزية)
- نوردال غريغ على موقع ميوزك برينز (الإنجليزية)
- نوردال غريغ على موقع ديسكوغز (الإنجليزية)